# Paolo Savelli
Paolo Savelli (né le 18 novembre 1622 à Ariccia et mort le 11 septembre 1685 à Rome) est un cardinal italien du XVIIIe siècle. 
Les membres de sa famille sont les papes Sixte V (1585-1590) et Honorius IV (1285-1287) et les cardinaux Bertrando Savelli (1216), Giovanni Battista Savelli (1480), Giacomo Savelli (1539), Silvio Savelli (1596) et Domenico Savelli (1853). Il est un petit-neveu du cardinal Giulio Savelli (1615), un neveu du cardinal Fabrizio Savelli (1647), et par sa mère, du cardinal Francesco Peretti di Montalto (1641).

## Biographie
Paolo Savelli est né à Ariccia le 18 novembre 1622 de Bernardino, deuxième prince d'Albano et de Maria Felice Damasceni Peretti, arrière-petite-fille du pape Sixte V. On ne connaît aucun détail sur son éducation, si ce n'est que, du moins en ce qui concerne sa première éducation, il l'a reçue à Ariccia .
À l'âge de vingt ans, il commence une carrière ecclésiastique, il est admis dans le clergé de la Chambre apostolique et est nommé abbé commendataire de Chiaravalle à Milan.
Le pape Alexandre VII le crée cardinal lors du consistoire du 14 janvier 1664. 
Le cardinal Savelli participe au conclave de 1667 (élection de Clément IX), au conclave de 1669-1670 (élection de Clément X) et au conclave de 1676 (élection d'Innocent XI).
Paolo Savelli meurt à Rome le 11 septembre 1685, ayant laissé à son frère Giulio ses biens et ses collections. Il a été enterré dans la chapelle familiale dans la basilique Santa Maria in Aracoeli.